# Tigar (Schwert)
Das Tigar ist ein Schwert aus Java.

## Beschreibung
Das Tigar hat eine schwere, leicht gebogene, einschneidige Klinge. Die Klinge wird vom Heft zum Ort leicht breiter. Die Klinge hat weder Hohlschliff noch Mittelgrat. Der Klingenrücken ist leicht konvex gebogen. Die Schneide ist s-förmig und im Ortbereich bauchig. Der Ort ist spitz. Das Heft hat ein Parier, das aus der Klinge ausgeschmiedet ist. Das runde Heft besteht aus Holz oder Horn. Es ist am Knauf eingekerbt und abgerundet. Das Tigar wird oft aus Pamor-Stahl (ähnlich Damaszenerstahl) hergestellt. Es wird von Ethnien aus Java benutzt.